# ۴
۴ یا چهار، یکی از اعداد یک‌رقمی است. این عدد چهارمین عدد طبیعی و پنجمین عدد حسابی است
عددی بر ۴ قابل قسمت است که دو رقم سمت راست آن زوج باشد جز آنکه در اعداد زوج به ۲ و ۶ باید رقم دوم فرد باشد.
دگرگونی شکل نگارهٔ چهار به ۴ عربی/فارسی و عدد ۴ لاتین:

## در ریاضیات
چهار کوچک‌ترین عدد مرکب است که برابر است با مجموع عامل‌های اولش در نتیجه می‌توان عدد چهار را یک عدد اسمیت نامید.
همچنین ۴ یک عدد موتزکین است.